# کاپادوانج
کاپادوانج (به انگلیسی: Kapadvanj) یک منطقهٔ مسکونی در هند است که در Kapadvanj Taluka واقع شده‌است. کاپادوانج ۱۹ کیلومتر مربع مساحت و ۴۹٬۳۰۸ نفر جمعیت دارد و ۶۹ متر بالاتر از سطح دریا واقع شده‌است.